# Archiv Národní galerie
Archiv Národní galerie je specializovaný archiv zaměřený na chod Národní galerie v Praze a obecněji na výtvarného umění rozeznaný archivním zákonem, organizačně je to od roku 2016 referát oddělení vědeckých informací Národní galerie, vedoucím je Tomáš Hylmar. Pracoviště archivu jsou v Schwarzenberském paláci v Praze a Veletržním paláci.
Historie archivu se odvozuje od nákupu písemností z pozůstalosti Jana Quirina Jahna, který provedla Společnost vlasteneckých přátel umění (Jahn měl i písemnosti pražského malířského cechu). Zvláštní místo má archivní soubor Pražská malířská bratrstva, kde je i nejstarší písemnost archivu z roku 1348. Jinak ale jádro archivu spočívá na fondech Národní galerie a jejich předchůdců (a k nim přidružené archivní sbírky zaměřené historii Národní galerie). Druhou skupinou jsou osobní fondy českých umělců a teoretiků (nejstarší je Jahnův, nicméně se jedná o osoby 19. a 20. století).

### Edice archiválií
- TIBITANZLOVÁ, Radka, ed. a BERANOVÁ, Martina, ed. „…aby se umění malířskému vyučoval“: křestní, výuční a zachovací listy z fondu Pražská malířská bratrstva. V Praze: Národní galerie, 2009. 229 s. Umění v archivu. ISBN 978-80-7035-399-8.